# Rondibilis insularis
Rondibilis insularis là một loài bọ cánh cứng trong họ Cerambycidae.